# 厄克维尔
厄克维尔（法語：Heuqueville，法語發音：[økvil]）是法国滨海塞纳省的一个市镇，属于勒阿弗尔区。

## 地理
厄克维尔（49°36'56"N, 0°8'56"E）面积5.05 平方千米，位于法国诺曼底大区滨海塞纳省，该省份为法国北部沿海省份，其西部及北部濒大西洋英吉利海峡，东起顺时针与索姆省、瓦兹省、厄尔省和卡爾瓦多斯省接壤。
与厄克维尔接壤的市镇（或旧市镇、城区）包括：滨海科维尔、圣茹安-布吕讷瓦勒。

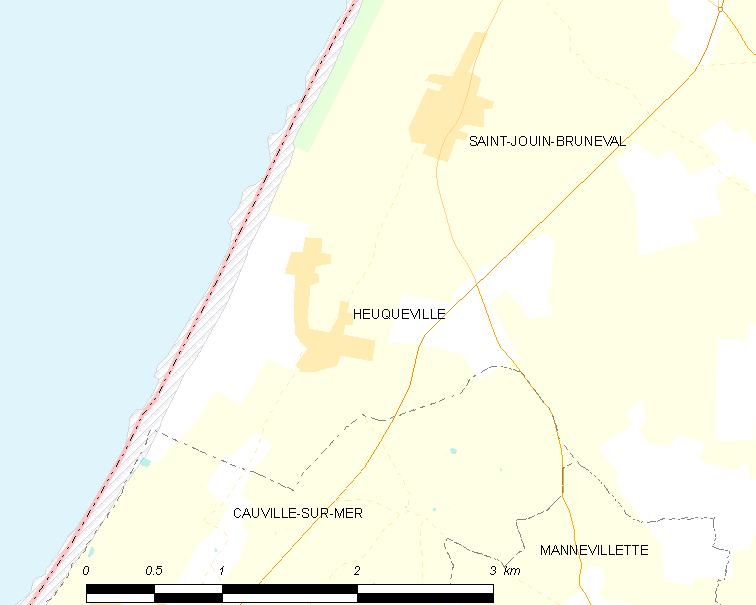
厄克维尔的OSM定位图

厄克维尔的时区为UTC+01:00、UTC+02:00（夏令时）。

## 行政
厄克维尔的邮政编码为76280，INSEE市镇编码为76361。

## 政治
厄克维尔所属的省级选区为滨海奥克特维尔县。

## 人口

1962-2008年间厄克维尔人口变化图示

厄克维尔于2022年1月1日时的人口数量为715人。